# Vittorio Malacalza
Vittorio Malacalza (Bobbio, 17 settembre 1937) è un imprenditore italiano.

## Biografia

### I primi anni
Nato a Bobbio in Emilia Romagna nel 1937, Vittorio Malacalza è figlio di Paolo Malacalza che, assieme al fratello Giuseppe, era titolare di un'azienda autostradale con 150 operai attiva già negli anni cinquanta. Intrapresi gli studi di ingegneria, li abbandona all'improvvisa morte del padre e dello zio e nel 1961 si trasferisce a Genova, iniziando a lavorare come dirigente d'azienda per conto dell'Ansaldo e divenendo fornitore per conto dell'Italsider; in questo modo entra nel mondo dell'industria e della produzione.
Negli anni sessanta la famiglia Malacalza fonda con Vittorio una società operante nel settore delle infrastrutture stradali e, in tale veste, cresce sino a diventare uno dei maggiori fornitori della società Autostrade per le opere di sviluppo della rete.

### La scalata finanziaria
A metà degli anni ottanta la famiglia acquisisce una partecipazione significativa in Duferco, un'azienda mondiale nel commercio siderurgico e consolida forti legami con l'Ilva del gruppo IRI – sia nel settore della distribuzione di acciaio sia in quello dell'impiantistica siderurgica – accrescendo così le proprie competenze in questi settori.
Tali competenze determinano la scelta della famiglia Malacalza di sviluppare autonomamente un progetto nel settore della rilaminazione siderurgica. Usciti dalla compagine sociale di Duferco, nel 1995, la famiglia acquista la Trametal di San Giorgio di Nogaro, che Duferco stessa aveva rilevato sei mesi prima dal fallimento della Metallurgica San Giorgio. Successivamente, al fine di rafforzare la propria presenza internazionale nel settore della rilaminazione, i Malacalza acquistano la Spartan UK, unico operatore del settore in Gran Bretagna, anch'essa in "administrative receivership".
In poco più di un decennio, Trametal e Spartan diventano uno dei maggiori operatori a livello europeo, prima di essere cedute al gruppo ucraino Metinvest all'inizio 2008.
Nel frattempo, tra la fine degli anni novanta e l'inizio degli anni duemila, la famiglia Malacalza inizia il processo di diversificazione investendo nell'alta tecnologia attraverso l'acquisto della ASG da Ansaldo Energia, e nelle costruzioni e nell'impiantistica tramite gli ingressi in Tectubi e Omba.
A metà degli anni 2000 si rafforza ulteriormente la filiera dell'alta tecnologia con gli acquisti di partecipazioni in Columbus, Paramed e Aurora. In quegli anni si costituisce infine la joint venture con il colosso cinese Baoshan, quinto produttore di acciaio al mondo.

### Il consolidamento finanziario
In seguito all'ultima riorganizzazione, avvenuta nel 2007, tali attività sono partecipate direttamente da Davide tramite la Hofima spa, e da Mattia – che da lungo tempo vive in Svizzera - mediante la società Luleo SA. La separazione delle strutture societarie di controllo si è resa necessaria per consentire agli stessi di differenziare – se del caso – le scelte di investimento in coerenza con le rispettive competenze ed interessi. Vittorio si è invece concentrato nel settore immobiliare tramite la sua Stuarta Immobiliare spa ed è diventato vice presidente di Pirelli dopo avere venduto nel 2008 Trametal e Spartan Uk per una cifra attorno a 1,2 miliardi di euro.
Il 7 luglio 2011 è entrato a far parte del consiglio di amministrazione dell'Ospedale San Raffaele di Milano per volere del Segretario di Stato vaticano Tarcisio Bertone, insieme a Giuseppe Profiti (già presidente dell'Ospedale Bambin Gesù di Roma), al giurista Giovanni Maria Flick, il presidente dello Ior Ettore Gotti Tedeschi, Maurizio Pini, professore di contabilità dell'Università Bocconi e Massimo Clementi, preside della facoltà di medicina dell'Università Vita-Salute San Raffaele.
Nel giugno del 2013 il 30,94% di Gruppo Partecipazioni Industriali passa a Marco Tronchetti Provera e il 12,37% di Camfin viene ceduto alla Lauro Sessantuno S.p.A. tramite il nuovo capitale newco grazie alla mediazione di Intesa Sanpaolo e UniCredit che risolvono il duro contenzioso tra Malacalza e Tronchetti Provera. Nello stesso anno riceve a Genova il "Premio Manzitti" per l'economia.

### L'investimento in Banca Carige
A cavallo tra il 2015 e il 2016 per 250 milioni di euro acquisisce il 17,6% di Banca Carige diventando azionista di maggioranza. Portando in seguito la quota prima al 20% e poi al 23,9% nel 2018 (ma può salire sino al 28%) con un investimento stimato di 390 milioni, sostituendo in poco più di tre anni due banchieri ed entrando in rotta di collisione con il terzo (Piero Montani, Guido Bastianini, Paolo Fiorentino), ingaggiando nell'estate 2018 un lungo braccio di ferro con altri azionisti in vista dell'assemblea del 20 settembre 2018, voluta dalla Bce, per il rinnovo del cda. I suoi candidati: Pietro Modiano alla presidenza, Lucrezia Reichlin vice e Fabio Innocenzi CEO.

### Le ingenti perdite finanziarie derivanti da Banca Carige
Il 26 Novembre 2021, il tribunale civile di Genova ha dichiarato inammissibile domanda di risarcimento di Malacalza sul riassetto di Banca Carige del 2019 in cui l’ex azionista di maggioranza della banca ligure chiedeva 482 milioni di euro di danni.

## Vita privata
Risiede a Genova, nella prestigiosa sede di Villa Stuarta, con la moglie, Carmelina Bellocchio (cugina del regista Marco Bellocchio).